# Jakowlewka (obwód niżnonowogrodzki)
Jakowlewka (ros. Яковлевка) – wieś (sieło) w Rosji, w obwodzie niżnonowogrodzkim, w rejonie diwiejewskim. W 2010 liczyła 156 mieszkańców.